# Groupe des États d'Europe orientale

Groupe africain
Groupe d'Asie-Pacifique
Groupe d'Europe orientale
Groupe d'Amérique latine et les Caraïbes
Groupe d'Europe occidentale et autres
Membre de l'ONU n'étant dans aucun groupe
États observateur
Territoires disputés

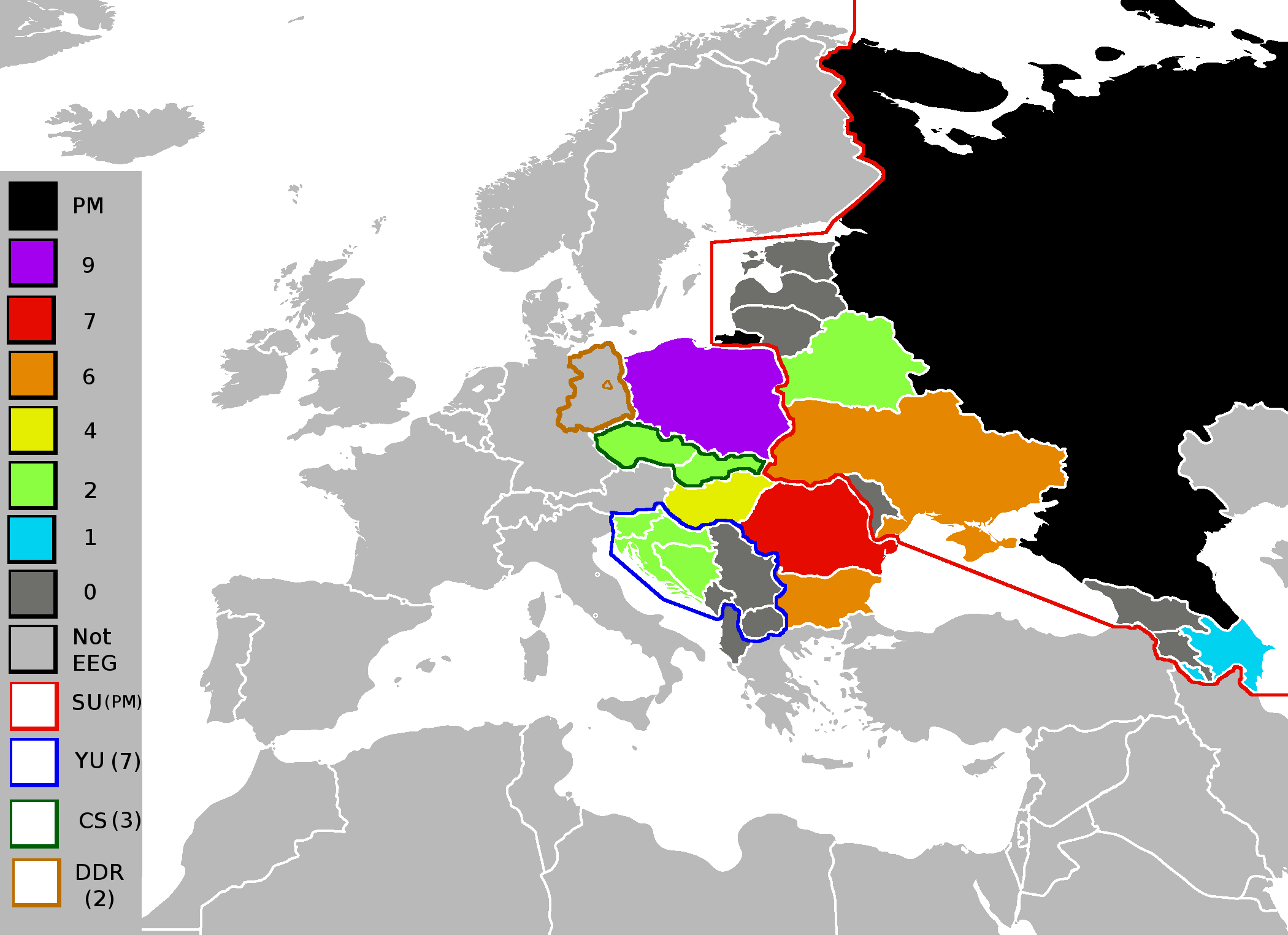
Groupe des États d’Europe orientale en 2012 avec, pour chaque membre présent et passé, le nombre d'années passées au Conseil de sécurité des Nations unies.

Le groupe des États d’Europe orientale (GEO) est un des différents blocs régionaux non officiels votant aux Nations unies. Le GEO comprend tous les états d'Europe de l'Est et du Caucase qui formaient anciennement le Bloc de l'Est. L'Europe est ainsi divisée entre deux groupes : le GEO et le Groupe des États d’Europe occidentale et autres États. Il comprend aujourd'hui 23 États membres depuis 2006 (12 % de tous les membres de l'ONU), et en tant que tel est le groupe régional avec le moins les États membres.

## Sièges
Le Groupe Europe de l'Est dispose de deux sièges au Conseil de sécurité : le siège permanent détenu par la Russie et un siège non permanent occupé par la Slovénie en mai 2024. Le Groupe dispose également de six sièges au Conseil économique et social des Nations unies et six sièges au Conseil des droits de l'homme des Nations unies. Dans la rotation du poste de président de l'Assemblée générale des Nations unies, le groupe est éligible pour avoir ses ressortissants élus à ce poste au cours des années se terminant par 2 et 7. Vuk Jeremić, de Serbie, a été élu à ce poste en 2012.

## Membres
- Albanie
- Arménie
- Azerbaïdjan
- Biélorussie
- Bosnie-Herzégovine
- Bulgarie
- Croatie
- Estonie
- Géorgie
- Hongrie
- Lettonie
- Lituanie
- Macédoine du Nord
- Moldavie
- Monténégro
- Pologne
- Roumanie
- Russie
- Serbie
- Slovaquie
- Slovénie
- Tchéquie
- Ukraine

## Membres historiques
- Allemagne de l'Est
- RSS de Biélorussie
- Tchécoslovaquie
- RSS d'Ukraine
- Union soviétique
- République fédérative socialiste de Yougoslavie
- RF Yougoslavie